# ドラマチックRPG 神つり
『ドラマチックRPG 神つり』は、スクウェア・エニックスより配信されていたスマートフォン用ゲームアプリ。サービス期間は2016年9月12日 - 2017年7月31日。基本プレイ無料（アイテム課金制）。

## 概要
スクウェア・エニックスの新規IPによる、日本神話をベースとした和風ファンタジー世界観によるスマートフォン用ゲーム。
タイトルにRPGと冠されているが、実際のゲーム内容はパズルゲームとなっている。
2017年7月31日をもってサービスを終了した。

## ストーリー
神々の力を宝竿(たからざお)に降ろし妖魔を祓う、本格和風ファンタジー始動!!
「神つり師」――
それは、八百万の神々と魑魅魍魎のはびこる世で、妖魔を祓う者達。
神つり師を目指す、落ちこぼれの少女ナミと、優等生の妹・ナギ。
2人をめぐり、陰と陽、神々と悪霊を巻き込んだ壮大な物語が幕を開ける――
世界にはオモテとウラがある。
ふたつの世界はメビウスの輪のように、
連鎖しながらも決して相入れない。
そんな世界の運命に立ち向かう、
太陽と月の物語。

## 登場キャラクター
ナミ
声 - 佐倉綾音
本作の主人公。
ナギ
声 - 桑原由気

モモチ
声 - 立花慎之介

エンコウ
声 - 下野紘

オトヒメ
声 - 伊藤静

エンマ
声 - 井口裕香

カグヤ
声 - 内田真礼

アマテラス
声 - 佐藤利奈

ツクヨミ
声 - 大西沙織

ヒミコ
声 - 大原さやか

エビス
声 - 内田雄馬

ベンテン
声 - 山崎はるか

ビシャモン
声 - 檜山修之

ジュロウジン
声 - 諏訪部順一

ダイコク
声 - 竹内良太

フクロクジュ
声 - 梅原裕一郎

ホテイ
声 - 畠中祐

## 漫画
『神つり』のタイトルで、小学館のコミックアプリ『マンガワン』およびウェブコミック配信サイト『裏サンデー』にて2016年8月 - 2017年4月まで漫画版が連載された。作画担当はほろばいさ子。